# Palacio Haedo
Palacio Haedo – XIX-wieczny pałac w stylu neogotyckim w dzielnicy Retiro w Buenos Aires, siedziba Administración de Parques Nacionales i biblioteki im. Francisco Moreno.

## Położenie
Palacio Haedo stoi przy Avenida Santa Fe naprzeciwko parku Plaza San Martín w dzielnicy Retiro w Buenos Aires.

## Historia
Budynek w stylu neogotyckim został wzniesiony ok. 1870 roku jako rezydencja dla rodziny Haedo, która dorobiła się na eksporcie mięsa. W 1881 roku został zakupiony przez Reynaldo Villara i był własnością rodziny Villar. Następnie był własnością banku Banco Popular Argentino.
Od 1936 roku siedziba poprzednika Administración de Parques Nacionales – Administración General de Parques Nacionales y Turismo (pol. „Generalny Zarząd Parków Narodowych i Turystyki”). W 1942 roku gmach przeszedł na własność Zarządu i został przebudowany. Kolejna przebudowa miała miejsce na początku lat 70. XX w.
W 2001 roku budynek został uznany na mocy ustawy Nr. 25.427 za zabytek narodowy (hiszp. Monumento Histórico Nacional). 
Gmach jest siedzibą Administración de Parques Nacionales i biblioteki im. Francisco Moreno.